# Cisticola troglodytes
Cisticola troglodytes là một loài chim trong họ Cisticolidae.